# Thuy Trang
 (mai 2017).
Le contenu est difficilement compréhensible vu les erreurs de traduction, qui sont peut-être dues à l'utilisation d'un logiciel de traduction automatique.
Thuy Trang, (vietnamien : Thuỳ Trang [tʰʷɪj˨˩ ʈaːŋ˧]), née le 14 décembre 1973 à Saïgon, et morte le 3 septembre 2001 dans un accident de voiture près de San Francisco, est une actrice viêtnamo-américaine.
Elle était surtout connue pour son rôle de Trini Kwan, la Ranger jaune dans la série télévisée Power Rangers : Mighty Morphin.

## Biographie

### Enfance
Thuy Trang est née à Saïgon au Viêt Nam du Sud (aujourd'hui Ho Chi Minh-Ville, en république socialiste du Viêt Nam) le 14 décembre 1973, de son père, Ky, et de sa mère, Be. Elle avait deux frères et une sœur. Son père, un officier de l'armée sud-vietnamienne (ARVN), était chargé de protéger Saïgon face à l'armée communiste nord-vietnamienne. Après la chute de la ville en 1975, il fut contraint d'abandonner sa famille et de fuir le pays, immigrant aux États-Unis. Trang et sa famille vécurent alors dans un camp de détention alors que son père demandait au gouvernement américain l'asile politique pour sa famille. Ils fuirent Saïgon lorsque Trang avait deux ans,,.
En 1979, lorsque Trang avait six ans,,elle et sa famille montèrent secrètement à bord d'un cargo à destination de Hong Kong. Le voyage fut très difficile, avec des gens serrés en raison de l'espace limité, manquant de nourriture et d'eau. Le voyage dura environ huit ou neuf mois et au moins quatre personnes sont décédées. Trang passa de longues périodes sans manger et tomba malade, sa mère devant lui forcer la nourriture dans la gorge pendant qu'elle était inconsciente pour la garder en vie. À un moment donné, les autres passagers crurent à tort que Trang était morte et voulurent jeter son corps par-dessus bord pour faire plus de place aux autres réfugiés, mais sa mère les en empêcha,,,. La famille de Trang et son père ont finalement été réunis aux États-Unis en 1980, et se sont installés dans la ville de Fountain Valley, en Californie.

Trang ne parlait pas anglais à son arrivée aux États-Unis et a dû l'apprendre. Elle commença à étudier le kung fu Shaolin, et obtint finalement une ceinture noire. Trang a dit à propos de son apprentissage du kung-fu:
"C'est vraiment bien parce que cela forme beaucoup le caractère et cela me rend plus fort en tant que personne, en particulier en traversant toutes les choses que j'ai traversées, en venant ici en Amérique. J'apprends juste beaucoup sur qui je suis et ce que je suis, et sur le respect, la discipline, la patience, la persévérance et l'endurance."
Le père de Trang est mort en 1992, quand elle avait 18 ans, elle est diplômée du lycée de Banning dans le quartier Wilmington à Los Angeles, a obtenu une bourse pour étudier le génie civil à l'université de Californie à Irvine (UCI),,. Parmi les passe-temps de Trang, il y avait le tennis, le jogging et la lecture de romans d'amour,,. Elle avait aussi un chien nommé Nia. Bien qu'elle ait prévu de poursuivre une carrière dans le génie civil, afin de suivre les traces de son père, un repérage par un agent d'Hollywood, en 1992, a cependant suscité chez elle un intérêt pour la comédie et lui fit changer ses plans. Trang, la première personne de sa famille à étudier le théâtre  déclara qu'elle avait l'intention de terminer plus tard ses études malgré une carrière d'acteur,.

### Carrière

#### Power Rangers
La première expérience d'actrice de Trang est une publicité télévisée pour l'Église de Scientologie, même si elle-même était bouddhiste,,. Elle a gagné son premier rôle important en 1993 en tant que Trini Kwan, le Ranger Jaune dans la distribution originale de la série TV Mighty Morphin Power Rangers. Son agent lui a proposé de participer à un processus d'audition qui comprenait environ 500 actrices de différentes ethnies. La directrice de casting Katy Wallin a déclaré le jour du test à l'écran de Trang : "Thuy était si nerveuse qu'elle n'a presque pas pu terminer son dernier rappel". Elle a été jumelée avec Jason David Frank, l'instructeur d'arts martiaux et acteur qui a incarné le Ranger vert Tommy Oliver, lors de l'audition,. Elle a eu lieu devant une salle d'environ 20 cadres et a exigé que chaque acteur lise la partie et présente ses compétences physiques. Wallin a dit à Trang de courir dans la pièce en hurlant, de sauter sur la table d'audition et d'effectuer un mouvement de karaté. Trang le fit, puis descendit tranquillement de la table, fit sa lecture et sortit de la pièce. Wallin a déclaré à propos de son test à l'écran: "Je l'aimais et j'étais très fière de son approche intrépide pour devenir la Ranger jaune." Le groupe de finalistes pour la partie a été réduit à 10 actrices, puis cinq, puis trois, avant que Trang ne soit finalement sélectionné.

Le rôle était tenu par l'actrice Audri Dubois dans l'épisode pilote avant que Trang ne prenne le relais,,. Après avoir assuré le rôle, Trang a déménagé de Fountain Valley à Los Angeles pour être plus proche de l'ensemble du tournage, ce qu'elle a qualifié "être un ajustement majeur". Trang a décrit son personnage comme ayant "des mains rapides et une âme paisible", et a estimé que le personnage était inspirant pour les téléspectateurs qui souhaitaient depuis longtemps un super-héros asiatique :
"Les Asiatiques ne sont pas très bien représentés dans les médias, et là il n'y a pas beaucoup de rôles pour les Asiatiques, sauf pour les stéréotypes - gangsters, prostituées, des choses comme ça. Beaucoup de personnes asiatiques plus âgées viennent vers moi et disent que je rends service à la communauté asiatique."
Alors que Trang et les autres membres de la distribution sont apparus dans des scènes avec les personnages hors des costumes des Power Rangers, les scènes de combat en costume étaient des séquences adaptées de la longue série télévisée japonaise Super Sentai. Dans cette série, le Ranger Jaune était un personnage masculin, mais les producteurs de spectacles américains voulaient plus de personnages féminins dans leur distribution, alors ils ont changé le personnage en femme pendant les scènes hors-costume et ont doublé la voix de Trang sur la performance de l'acteur masculin dans les scènes japonaises,. C'est pourquoi le costume du Ranger Jaune n'a pas de jupe comme la Ranger Rose, qui était une femme dans les versions japonaise et américaine de la série. La décision de mettre Trang, une actrice américaine d'origine asiatique, dans le rôle du Ranger jaune a été critiquée et a fait l'objet de blagues en raison de la connotation du jaune en tant qu'insulte ethnique (même problème pour le Ranger Noir qui était Afro-américain). Les producteurs ont déclaré que la race n'avait rien à voir avec les couleurs des costumes. Bernardo Sim de Screen Rant a qualifié les couleurs du costume de "décision quelque peu problématique" et de "racisme subtil".
Trang est apparue dans 80 épisodes de la série,,,, qui a inclus la première saison entière et une partie de la deuxième saison. Trang a exécuté plusieurs de ses propres cascades. Elle a fait du jogging et s'est exercé régulièrement pendant son temps sur la série pour rester en forme, et a reçu une formation d'experts en arts martiaux sur le plateau, y compris Jason David Frank. Nouvelle dans la profession d'actrice, Trang a dit qu'elle a beaucoup appris pendant son temps dans la série: "Je trouve que jouer est juste d'être honnête et véridique à chaque instant. La caméra est si proche qu'elle voit tout, donc si vous êtes honnête et honnête, le public le saura." Elle croyait que la série transmettait des messages positifs aux enfants, en particulier sur le travail d'équipe et la confiance en soi. Trang est devenu une amie très proche de sa partenaire Amy Jo Johnson, et les deux avaient souvent des soirées pyjama dans les maisons de l'autre. Elles étaient ensemble lorsque le tremblement de terre de Northridge en 1994 a frappé, ce qui a effrayé les deux femmes, mais elle ont quand même été forcées d'aller au studio pour filmer ce jour-là; aucune scène n'a finalement été tournée car l'équipe n'est pas arrivé. Trang a été blessé à plusieurs reprises sur le tournage et a souvent dû être physiquement portée par les autres en raison de ses blessures. Jason David Frank a déclaré à propos de ses blessures: "Elle a tout mis en scène, donc parfois des choses se produisent.",

Trang a quitté Power Rangers au milieu de la deuxième saison, avec les autres membres de la distribution Austin St. John et Walter Emanuel Jones, en raison de différends contractuels et de paiement,,. Les acteurs recevaient une rémunération non syndicale,, d'un montant d'environ 60 000 $ par an sans aucune compensation pour le marchandising de la série, qui était estimé à environ 1 milliard de dollars. Trang, St. John et Jones étaient tous représentés par l'agent Ingrid Wang et ils ont demandé plus d'indemnisation et de reconnaissance syndicale,,,. Amy Jo Johnson a par la suite regretté qu'elle et les autres membres de la distribution ne se soient pas joints aux trois membres sortants pour appeler au salaire et à la reconnaissance du syndicat, se demandant si tous ensemble ils auraient pu aboutir à un résultat différent. Dans la série, le départ des acteurs a été expliqué par le choix de leurs personnages d’être les représentants d'une "Conférence de Paix" internationale en Suisse,,,. Trang, St. John et Jones ont publié une déclaration commune sur leur départ,,:
"Après deux saisons en tant que Power Rangers, nous aimerions maintenant passer aux nombreuses nouvelles opportunités qui nous ont été présentées. Notre expérience des Power Rangers restera toujours une partie passionnante et importante de nos vies et de nos carrières, et il est gratifiant que, grâce à notre participation à la série, nous ayons pu toucher la vie de tant de jeunes."
"Attractions", le 20e épisode de la deuxième saison, était le dernier épisode des Power Rangers dans lequel Trang est apparue personnellement; son personnage apparaît dans les épisodes suivants, mais uniquement sous forme costumée et non représenté par Trang. Le départ du personnage de Trang a été expliqué dans l'épisode en deux parties "Le transfert de puissance", dans lequel les pouvoirs des Rangers rouge, noir et jaune sont transférés à de nouveaux personnages à l'aide d'un ancien artefact magique appelé Épée de lumière,,. Des images d'archives de St. John, Jones et Trang ont été utilisées dans l'épisode.
Trang a été remplacée comme Ranger Jaune par Karan Ashley,,, qui a été choisie à partir d'un processus d'audition qui comprenait 4000 acteurs dans cinq villes à la recherche des trois rôles vacants,,,. Jackie Marchand, un écrivain et producteur de la série, a déclaré que le départ des trois acteurs était "un changement difficile, et c'était assez intense au bureau". Margaret Loesch, présidente de Fox Children's Network, a publié une déclaration à propos de Trang et des autres acteurs au départ: "Nous les considérerons toujours comme faisant partie de la famille Power Rangers.", Trang a déclaré à propos de son départ: "La série a été formidable, elle m'a donné beaucoup d'expérience; mais il est temps de passer à autre chose, et je me concentre sur la réalisation de longs métrages et je deviens plus sérieuse pour une actrice."

### Post-Power Rangers
Le 4 janvier 1995, Trang et ses co-stars des Power Rangers St.John et Jones ont organisé une session d'information sur les arts martiaux au United States Capitol building à Washington, DC, où ils ont enseigné les techniques de base à Newt Gingrich et à d'autres membres de la Chambre des représentants des États-Unis du 104e Congrès des États-Unis. Trang et St. John ont été interviewés sur l'Encyclopedia of Martial Arts, un documentaire de 1995 qui a exploré l'histoire des arts martiaux asiatiques et le rôle qu'ils ont joué dans l'industrie cinématographique hollywoodienne. Trang a fait des apparitions en caméo dans des vidéos d'arts martiaux réalisées par St. John and Jones,.Trang, St. John et Jones ont également prévu de s'unir pour une scène de tournée en direct et un spectacle d'arène,,,. Elle a fait une apparition au Little Saigon Tet Festival, un événement honorant la culture vietnamienne, à Westminster, Californie, le 4 février 1995. Pendant le festival, elle a parlé de son temps sur Power Rangers, d'autres aspects de sa carrière et ses expériences dans le cinéma et la télévision en tant qu'actrice américano-asiatique.
Le premier rôle au cinéma de Trang était manucure dans le film de 1996 Spy Hard,. Trang a été créditée à tort comme jouant une masseuse dans le film; son crédit d'écran a été accidentellement échangé avec Tara Leon, qui a joué une masseuse dans la même courte scène mais a été créditée comme manucure. Trang a joué plus tard un méchant principal, Kali, dans le long métrage The Crow: City of Angels, également sorti en 1996,,. Elle n'a été coulée que très tard dans le processus de pré-production, juste avant le début du tournage. Trang a joué Kali, un membre d'un gang dirigé par le célèbre baron de la drogue Judah Earl, qui a tué le protagoniste, le mécanicien Ashe Corven, et son fils de huit ans après avoir vu des sbires de Judah assassiner un collègue trafiquant de drogue. Le personnage de Trang a été tué par un Corven ressuscité après une scène de combat,. Dougal Macdonald, un écrivain avec The Canberra Times qui était par ailleurs critique du film, a décrit Trang comme "délicieusement mauvais". D'autres commentateurs étaient plus négatifs au sujet de la performance de Trang: l'écrivain Advocate John Wirt l'a appelée « un flop », et Jon Bowman du Santa Fe New Mexican l'a dit " Toutefois la préproduction délicate a coupé près de 40 minutes du montage original . Le montage final, ramené à 1h20, a vu de nombreuses scènes avec l'actrice être coupées.
Trini Kwan a été incluse en tant que caméo dans un premier projet de Turbo: A Power Rangers Movie (1997), mais la scène de Kwan a été coupée du film final. Trang avait prévu d'apparaître dans plusieurs films au milieu des années 1990 avec ses co-stars de Power Rangers St. John et Jones, y compris Cyberstrike,,,, Act of Courage, et enfants de Merlin,,,, ce dernier qui devait être mis au point par Landmark Entertainment Group,,. Aucun des trois films n'a finalement été réalisé. De plus, Trang devait apparaître dans un film intitulé Les Aventures de Tracie Z, qui n'a également jamais abouti,,.

### Décès
Thuy Trang est décédée le 3 septembre 2001 près de San Francisco dans un accident de voiture à l'âge de 27 ans. Thuy Trang et l'ancienne actrice / modèle Angela Rockwood (pour qui Thuy Trang devait être une des demoiselles d'honneur pour son mariage avec Dustin Nguyen) étaient passagers à bord d'une voiture voyageant sur l'Interstate 5 entre San Francisco et Los Angeles. Elles rentraient tard dans la nuit de San Jose lorsque la conductrice (une autre demoiselle d'honneur nommée Steffiana De La Cruz), a heurté du gravier meuble dans une rainure le long de la rue et a perdu le contrôle du véhicule. La voiture a fait un virage violent à travers la route avant de heurter la paroi rocheuse en bordure de route,, se renversant plusieurs fois avant de heurter le rail de sécurité et de plonger sur la rive et dans une deuxième paroi rocheuse.
Angela Rockwood a été projetée à 10 m de la voiture et a survécu, mais cela a coupé sa moelle épinière et l'a rendue tétraplégique. La conductrice a également survécu à l'accident. On ne sait pas si Thuy Trang ou la conductrice portaient des ceintures de sécurité.
Trang a subi des blessures internes, et après qu'un ambulancier a placé une sonde trachéale dans sa gorge, le sang a commencé à jaillir en raison de saignements internes. Un hélicoptère est arrivé pour l'emmener à l'hôpital, mais elle est décédée avant d'y arriver,.
Le corps de Trang a été incinéré une semaine plus tard, le 10 septembre, et ses cendres ont été dispersées ou enterrées au Rose Hills Memorial Park à Whittier, en Californie. Ses partenaires des Power Rangers Amy Jo Johnson, Austin St. John et David Yost ont assisté aux funérailles et au service commémoratif. Son autre partenaire Jason David Frank n'a pas pu assister à cause de la mort de son frère aîné, Erik, mais il a envoyé ses condoléances à la famille de Trang.
Walter Emanuel Jones a dit de Trang: "Ça m'a fait mal au cœur de la perdre. Elle était bien trop jeune et avait tellement plus à partager avec le monde... Son énergie vous a attiré et son sourire a rendu votre cœur en sécurité." Johnson a déclaré: "Je me souviendrai toujours de sa personnalité forte et courageuse. Elle était si brillante. Il est difficile de croire qu'elle est partie."
L'épisode La Défaillance de Power Rangers Time Force a été consacré à la mémoire de Trang.
En septembre 2016, certains fans ont été offensés par la commercialisation d'affiches pour le nouveau film Power Rangers, qu'ils considéraient comme irrespectueuses à la mémoire de Trang. La promo a montré une image du Ranger Jaune (maintenant joué par la chanteuse Becky G) debout sur son Zord, avec le texte "Driver's Ed not required". Plusieurs fans ont répondu sur les plateformes de médias sociaux Facebook et Twitter que le message était offensant parce que Trang est décédée dans un accident de voiture,,plusieurs utilisateurs répondant avec le hashtag "#JusticeforThuy",. Le compte Twitter officiel de la franchise Power Rangers a supprimé les messages en réponse aux critiques, bien que le distributeur international eOne Films, qui avait également publié les mêmes tweets, ne les a pas supprimés.
Au cours d'une scène du film Power Rangers, le personnage de Trini Kwan porte un T-shirt avec "1973" dessus, l'année de la naissance de Trang, en hommage à l'actrice originale. Austin St. John, la co-star de Trang de la série originale, a déclaré à propos du nouveau film: "L'un des rôles les plus difficiles à accepter pour moi était le rôle de Trini parce que Thuy est partie maintenant. Il serait difficile pour moi de voir quelqu’un dans ce rôle."

## Filmographie

### Télévision
- 1991-1992 : Le Prince de Bel-Air
- 1993-1994 : Power Rangers : Mighty Morphin : Trini Kwan
- 1995 : Encyclopédie des Arts Martiaux : des Célébrités de Hollywood : elle-même

### Cinéma
- 1996 : Agent zéro zéro : Manucure
- 1996 : The Crow : La Cité des anges : Kali

## Ludographie
- 1994 : Mighty Morphin Power Rangers (jeu vidéo) : Trini Kwan (voix)